# Joseph Albert Otto
Joseph Albert Otto (* 15. April 1901 in Celle; † 24. Mai 1981 in Münster) war ein deutscher römisch-katholischer Geistlicher, Theologe, Jesuit, Missionswissenschaftler, Herausgeber und Erzähler.

## Leben und Werk

### Herkunft. Eintritt in den Jesuitenorden
Joseph (auch: Josef) Albert Otto stammte aus einer Lehrerfamilie in Celle. Da der Vater ihn auf ein katholisches Gymnasium schicken wollte, zog die Familie nach Hildesheim um. Drei Jahre vor Ottos Abitur wurde das Jesuitenverbot aufgehoben, das seit 1873 für Deutschland in Kraft war. Bei dem Jesuiten Hermann Muckermann informierte sich Otto über den Orden und trat im April 1920 in die Gesellschaft Jesu ein.

### Von der Naturwissenschaft zur Missionswissenschaft
Das zweijährige Noviziat machte er im holländischen s’Heerenberg, in einer Niederlassung der Deutschen Jesuitenprovinz, die noch aus der Zeit des Jesuitenverbots in Deutschland stammte. Seine philosophische (1922–1925) und theologische (1928–1932) Ausbildung absolvierte er im Ignatiuskolleg in Valkenburg aan de Geul, ebenfalls in den Niederlanden. Dort erhielt er 1931 auch die Priesterweihe.
Während seines Philosophiestudiums wurde Otto Famulus des berühmten Zoologen und Ameisenforschers Erich Wasmann SJ, der zur gleichen Zeit in Valkenburg forschte und an der öffentlichen Diskussion über die Darwin’sche Evolutionstheorie teilnahm. 
Dieser Kontakt mit der Arbeit von Wasmann weckte in dem jungen Philosophiestudenten ein starkes naturwissenschaftliches Interesse. Gleichzeitig studierte er das kurz vor seinem Eintritt in den Orden erschienene päpstliche Rundschreiben Maximum illud, das zu einem erneuerten Einsatz für die christliche Weltmission aufrief. Auch die große missionarische Tradition des Ordens faszinierte Otto. Das naturwissenschaftliche Interesse kühlte sich ab. Nach Abschluss seines Philosophiestudiums ergriff er die Chance, sich für die weltweite Mission der Kirche publizistisch einzusetzen.

### Mitarbeit bei der ZeitschriftDie katholischen Missionen
Als die aus dem BENELUX-Exil nach Deutschland heimgekehrte Redaktion der Jesuitenzeitschrift Die katholischen Missionen (KM) in Bonn junge Jesuiten als Mitarbeiter suchte, meldete sich Otto und machte dort 1925–1928 zwischen seinem Philosophie- und Theologiestudium ein Praktikum. Theologisch ausgebildet und publizistisch erfahren kehrte er 1932–1934 zur Zeitschrift in Bonn zurück und wurde festes Redaktionsmitglied. Nebenbei studierte er Religionswissenschaft und Chinesisch an der Bonner Universität.

### Studium der Missionswissenschaft in Rom
1934–1935 schloss er seine Ordensausbildung mit dem Terziat in Münster ab und ging 1935–1937 zum Studium der Missionswissenschaft an die Päpstliche Universität Gregoriana nach Rom. Dort war der belgische Jesuit Pierre Charles (1883–1954) sein wichtigster Lehrer. Mit der Arbeit Gründung der neuen Jesuitenmission durch General Pater Johann Philipp Roothaan (Herder, Freiburg 1939), schloss er sein Studium in Rom ab. Es war eine umfassende Geschichte der Jesuitenmission seit der Wiederbegründung des aufgelösten Ordens 1814. Ihre Nostrifikation als Doktorarbeit an der Universität Münster (bei Joseph Schmidlin) scheiterte am Kriegsausbruch.

### Verbot der Zeitschrift durch das Nazi-Regime
Ende 1937 kehrte Otto zur KM-Redaktion in Bonn zurück. Hier erlebte er den Untergang der Zeitschrift. Im ersten Halbjahr 1938 beanstandete das Reichsministerium für Volksaufklärung und Propaganda in drei Schreiben an den Schriftleiter Adolf Heinen den antinationalsozialistischen Kurs der Zeitschrift und verbot sie im August 1938 als staatsgefährdend „für immer“. Die Redaktion löste sich auf. Nach einem kurzen Zwischenspiel 1939 in Rom wirkte Otto ab 1940 als Krankenhausseelsorger im Herz-Jesu-Hospital in Bonn, wo er nach der Aufhebung des Bonner Jesuitenhauses durch die Gestapo 1941 auch wohnte. Nach der Zerstörung des Hospitals durch Bomben zog er mit den Schwestern 1944–1945 nach Olpe.

### Schriftleiter der KM und Wiederaufbau der Redaktion
Nach dem Krieg wurde Otto von der Ordensleitung zum Schriftleiter der KM berufen mit dem Auftrag, die Zeitschrift neu zu begründen. Mit Unterstützung seines Vorgängers Adolf Heinen SJ richtete er 1945 neben dem zerstörten Bonner Jesuitenhaus ein notdürftiges Redaktionsbüro ein, warb um neue Mitarbeiter aus dem Orden, holte die durch Auslagerung gerettete wertvolle Missionsbibliothek zurück, erreichte durch geschickte Verhandlungen, dass der Verlag Herder die Zeitschrift wieder übernahm und die Päpstlichen Missionswerke in Aachen und München sie ihren Mitgliedern als Alternative zu ihrer eigenen Zeitschrift anboten. Im Herbst 1947 erschien das erste Heft der neuen KM in einer Auflage von 20.000 Exemplaren, die Otto bis zum Ende seiner Schriftleitung 1968 auf 86.000 Exemplare steigern konnte.
Inhaltlich hatte die Redaktion unter der Leitung von Otto ganz neue Themen und Herausforderungen zu bewältigen, so das Schlagwort „Deutschland Missionsland“ von Ivo Zeiger SJ, die Entstehung eigenständiger Ortskirchen und Ordensprovinzen in den sogenannten Missionsländern, das Verhältnis von Mission und interreligiösem Dialog, von Mission und Entwicklung zueinander sowie das Missionsverständnis des Zweiten Vatikanischen Konzils. Für Otto bestand katholische Weltmission nicht in der „Bekehrung“ möglichst vieler „Heiden“ in möglichst kurzer Zeit, sondern in der Gründung und der Hilfe zum Aufbau eigenständiger Ortskirchen, die „einheimisch material-echt und christlich form-echt“ sein mussten, um dann selbst die Mission in ihren Ländern weiterzuführen.

### Prägender Einfluss auf weltkirchliches Bewusstsein
Neben dieser redaktionellen Tätigkeit begann Otto eine umfangreiche Vortrags- und Beratungstätigkeit, vor allem vor Priestern und Theologiestudenten. Als Berater eines Konzilsbischofs hatte er Einfluss auf das Zweite Vatikanische Konzil. Er war maßgeblich an der Gestaltung des missionarischen Katholikentages 1954 in Fulda beteiligt, der unter dem Leitwort stand „Ihr sollt mir Zeugen sein“. Er gehörte dem Vergabeausschuss des Katholischen Missionsrates an. Er war Mitglied der Wissenschaftlichen Kommission des Internationalen Instituts für missionswissenschaftliche Forschungen und von 1952 bis 1972 auch Mitherausgeber der Zeitschrift für Missionswissenschaft und Religionswissenschaft. An der Theologischen Hochschule Sankt Georgen in Frankfurt hielt er missionsgeschichtliche Vorlesungen.

### Beratung junger Menschen
Vor allem lag Otto der Einsatz junger Menschen in der weltweiten Mission der Kirche am Herzen. Er beriet und begleitete junge Menschen, die an einen solchen Einsatz dachten. Besonders verbunden fühlte er sich den Missionsdominikanerinnen von Salisbury in Simbabwe, die durch seine Anregungen und Hilfen über 150 Mädchen aufnehmen und zu Missionsschwestern ausbilden konnten. Auf der anderen Seite wandte er sich entschieden gegen den „Import“ asiatischer Mädchen in deutsche Klöster, die besser in ihren Ländern zu Hause ausgebildet und eingesetzt werden sollten.

### Die letzten Jahre
1969 übergab Otto die Redaktionsgeschäfte an Ludwig Wiedenmann SJ und behielt nur die grundsätzliche Verantwortung als Herausgeber und die Sorge für die Missionsbibliothek bei. An seinem 70. Geburtstag 1971 erhielt er das Bundesverdienstkreuz 1. Klasse für seinen bedeutenden Beitrag zur Erweiterung des Horizonts und zur Stärkung der internationalen Solidarität in der Bundesrepublik Deutschland. 1973 konnte er mit Redaktion und Verlag noch das 100-jährige Bestehen der Zeitschrift feiern. Aus Krankheitsgründen musste er im Februar 1981 in das Alten- und Pflegeheim der Jesuiten in Haus Sentmaring in Münster umziehen, wo er nach einem Gehirnschlag im Mai 1981 im Alter von 80 Jahren starb. Er wurde auf dem Ordensfriedhof bei Haus Sentmaring beigesetzt.

## Ehrungen
Otto war seit 1971 Träger des Bundesverdienstkreuzes 1. Klasse.

## Veröffentlichungen
- Der Fischer von Karange. Eine Erzählung aus der Zeit der ostafrikanischen Sklavenjagden. Herder, Freiburg 1926.
  - (niederländisch) De visscher von Karange Een verhaal uit den tijd der sloovenjachten in Oost-Afrika. Averbode Drukk. d. Abdij 1934
  - (französisch) La Caravane de la mort. Les Editions du Clocher, Toulouse 1942.
  - (spanisch) La caravana de la muerte. Narración del tiempo de las cacerías de esclavos en el África oriental. Herder, Barcelona 1956.
- Junge Sehnsucht. Aachen 1927.
- Die Flucht aus dem Lamakloster. Nach einer wahren Begebenheit aus der Mongolei. Herder, Freiburg 1929.
  - (tschechisch) Útěk z kláštera lámů. Podle skutečné události. Prag 1935.
  - (spanisch) El misterio de Wu-Tai-Shan. Relato de la huida de un monasterio de lamas. Herder, Barcelona 1955.
  - (niederländisch) Het geheim van Wu-tai-shan Geschiedenis van een vlucht uit een Lamaklooster. Averbode Altiora 1958.
  - (französisch) L´évasion du monastère Lama. Notre-Dame de Verdelais, Verdelais 2018.
- Gründung der neuen Jesuitenmission durch General Pater Johann Philipp Roothaan. Herder, Freiburg 1939.
- Kirche im Wachsen. Vierhundert Jahre Jesuitenorden im Dienste der Weltmission (1940). Herder, Freiburg 1940.
- Tausend Jahre deutsche Missionare in aller Welt. Alsatia, Colmar 1940.
- Pioniere des Gottesreiches. Hansa, Hamburg 1947.
- Das heilige Abenteuer. Zur 400jährigen Wiederkehr des Todes Franz Xavers vor den Toren Chinas 1552–1952. 1952.
- Warum Mission? Weltmission heute. Weltkirche morgen. Butzon & Bercker, Kevelaer 1957, 1961.
  - (italienisch) Perchè salpiamo. Il problema missionario oggi. Ed. Missioni, Venedig 1958.
  - (spanisch) Razón de ser de las misiones. Misión mundial hoy equivale a Iglesia mundial mañana. Edic. Paulinas, Madrid 1966.